# Rolando Tucker
Rolando Samuel Tucker León (L'Avana, 31 dicembre 1971) è uno schermidore cubano, vincitore di una medaglia di bronzo nella scherma ai Giochi olimpici.

## Palmarès
In carriera ha conseguito i seguenti risultati:
- Giochi olimpici:

Atlanta 1996: bronzo nel fioretto a squadre.
- Mondiali di scherma

Budapest 1991: oro nel fioretto a squadre.
Atene 1994: oro nel fioretto individuale.
L'Aia 1995: oro nel fioretto a squadre.
Città del Capo 1997: argento nel fioretto a squadre.
- Giochi Panamericani:

Mar del Plata 1995: oro nel fioretto a squadre ed argento individuale.
Winnipeg 1999: oro nel fioretto a squadre ed individuale.